# The Salute Tour
Il The Salute Tour è il secondo tour della girl band inglese Little Mix. Annunciato tramite un tweet il 2 dicembre 2013, È iniziato il 16 maggio 2014 a Birmingham, in Regno Unito, per poi concludersi, sempre in Regno Unito, a Scarborough il 27 giugno 2014. Comprende date solo in Europa, precisamente in Regno Unito e Irlanda.

## Date
| Data           | Città          | Stato       | Luogo                            | Biglietti disponibili / Biglietti venduti | Incasso    |
| Europa         | Europa         | Europa      | Europa                           | Europa                                    | Europa     |
| -------------- | -------------- | ----------- | -------------------------------- | ----------------------------------------- | ---------- |
| 16 maggio 2014 | Birmingham     | Regno Unito | LG Arena                         | 10.420/10.420                             | $589.14    |
| 17 maggio 2014 | Newcastle      | Regno Unito | Metro Radio Arena                | 9.562/9.562                               | $373.874   |
| 19 maggio 2014 | Edimburgo      | Regno Unito | Usher Hall                       | —                                         | —          |
| 21 maggio 2014 | Glasgow        | Regno Unito | Clyde Auditorium                 | —                                         | —          |
| 23 maggio 2014 | Liverpool      | Regno Unito | Echo Arena                       | 9.630/9.630                               | $370.043   |
| 24 maggio 2014 | Sheffield      | Regno Unito | Motorpoint Arena                 | 11.369/11.369                             | $386.660   |
| 25 maggio 2014 | Londra         | Regno Unito | The O2 Arena                     | 13.716/15.380                             | $772.257   |
| 27 maggio 2014 | Manchester     | Regno Unito | Manchester Evening Arena         | 14.060/14.060                             | $549.746   |
| 28 maggio 2014 | Nottingham     | Regno Unito | Capital FM Arena                 | —                                         | —          |
| 30 maggio 2014 | Plymouth       | Regno Unito | Plymouth Pavilions               | —                                         | —          |
| 31 maggio 2014 | Cardiff        | Regno Unito | Motorpoint Arena                 | 4.813/4.813                               | $188.188   |
| 2 giugno 2014  | Blackpool      | Regno Unito | Opera House Theatre              | —                                         | —          |
| 4 giugno 2014  | Bournemouth    | Regno Unito | Bournemouth International Centre | 6.500/6.500                               | $254.150   |
| 5 giugno 2014  | Cardiff        | Regno Unito | Motorpoint Arena                 | 4.813/4.813                               | $188.188   |
| 6 giugno 2014  | Brighton       | Regno Unito | Brighton Centre                  | 3.762/3.762                               | $147.094   |
| 8 giugno 2014  | Dublino        | Irlanda     | The O2                           | 8.549/8.549                               | $384.934   |
| 9 giugno 2014  | Belfast        | Regno Unito | SSE Odyssey Arena                | 8.058/8.058                               | $379.001   |
| 26 giugno 2014 | Isola di Wight | Regno Unito | Osborne House                    | —                                         | —          |
| 27 giugno 2014 | Scarborough    | Regno Unito | Scarborough Open Air Theatre     | —                                         | —          |
| TOTALE         | TOTALE         | TOTALE      | TOTALE                           | TOTALE                                    | £4.513.649 |

## Shows cancellati
Il tour avrebbe dovuto comprendere altre 18 date in Nord America, annullate a causa dell'impegno intrapreso per la lavorazione del nuovo album.